# A2公路 (英格蘭)
A2公路，原本名稱為多佛路（Dover Road），是英格蘭東南部主要的公路，連接倫敦與多佛港，為倫敦與歐洲大陸海運提供第一程（或最後一程）的連接。

## 外部連結
维基共享资源上的相關多媒體資源：A2公路
- Museum of London picture of 1825 of the turnpike at Southwark
- Society for All British And Irish Road Enthusiasts : A2 （页面存档备份，存于）
- An A2 photo gallery （页面存档备份，存于）